# James Francis Stephens

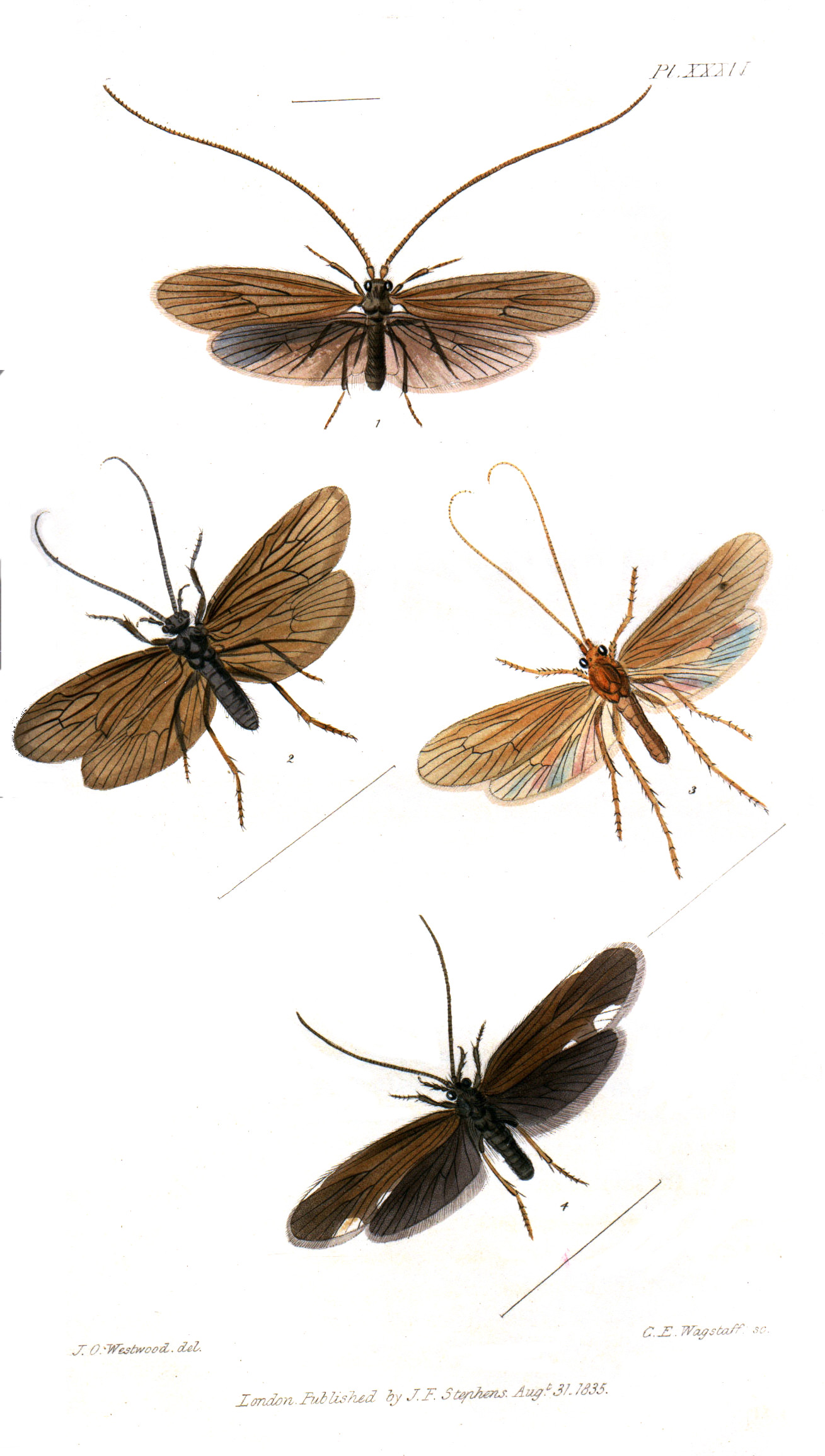
Il·lustració de Trichoptera de l'entomologia britànica de Stephen

James Francis Stephens   (Shoreham-by-Sea, 16 de setembre de 1792 - Londres, 22 de desembre de 1852) fou un entomòleg anglès i naturalista. És conegut pels seus 12 volums Il·lustracions d'Entomologia britànica (1846) i el Manual d'Escarabats britànics (1839).

## Joventut
Stephens va néixer a Shoreham-by-Sea. El seu pare era el capità d'armada William James Stephens (d. 1799) i la seva mare era Mary Peck (més tard Mrs Dallinger).
Va anar a l'escola a la Blue Coat School, Hertford i més tard a Christ's Hospital, Londres.
Després va estudiar amb Shute Barrington, bisbe de Durham el 1800. Més tard va treballar com a empleat a l'oficina de l'Almirallat, de 1807 a 1845.

## Entomologia
Stephens va agafar interès per la història natural des de ben jove. Va escriure el manuscrit Catàleg d'Animals britànics el 1808. Va ser elegit company del Linnean Societat el 17 de febrer de 1815, i de la Societat Zoològica de London dins 1826. De 1815 a 1825 va agafar gran interès per l'ornitologia i va contribuir en el treball de George Shaw (1751-1813).
Va deixar l'oficina per assistir William Elford Leach el 1818, per arranjar la col·lecció d'insectes del Museu britànic.
Va retornar a l'Almirallat però els problemes amb els seus superiors el van fer retirar-se aviat perdent part de la seva pensió. Llavors va treballar sense cobrar al Museu britànic fins a la seva mort. Va descriure més de 2800 espècies d'insectes britànics.
El 1833, va ser un fundador de la que seria la Reial Societat Entomologica de Londres. Va fer una gran col·lecció d'insectes.
El 1822 es va casar amb la Sarah, filla del Capità Roberts. Els seus fills van morir joves.
Stephens va morir a Kennington el 22 de desembre de 1852 i va ser sobreviscut per la seva muller.
Després de la seva mort la seva col·lecció d'insectes va ser adquirida pel Museu britànic. La seva biblioteca va ser comprada per Henry Tibbats Stainton (1822–1892) qui va continuar mantenir la tradició de Stephen de mantenir els seus llibres disponibles per altres entomòlegs els vespres dels dimecres. Stainton també va publicar un catàleg d'aquests llibres, la Bibliotheca Stephensiana (1853).

## Obra
- General zoology, or Systematic natural history Londres, imprès per a G. Kearsley en part amb George Shaw i només autor dels 6 darrers volums dels 16 volums després de la mort de George Shaw (1800–1826) - I-II Mammalia (1800), III- Amphibia (1802), Pisces (1803-4), VI Insecta (1806), VII-VIII Aves (1809–120, IX-XIV, pt. 1. Aves (J. F. Stephens alone) (1815–26), XIV, pt. 2 General index to the zoology by G. Shaw and J. F. Stephens (1826).
- Nomenclature of British Insects: Being a Compendious List of Such Species (1829).[4]
- A systematic Catalogue of British insects: being an attempt to arrange all the hitherto discovered indigenous insects in accordance with their natural affinities. Containing also the references to every English writer on entomology, and to the principal foreign authors. With all the published British genera to the present time (1829.)
- Illustrations of British Entomology; or, a synopsis of indigenous insects, containing their generic and specific distinctions; with an account of their metamorphoses, times of appearance, localities, food, and economy, as far as practicable. In ten volumes. (1828–1846).